# Universidad Radboud de Nimega
La Universidad Radboud de Nimega (en neerlandés: Radboud Universiteit Nijmegen, abreviada como RU, antiguamente Katholieke Universiteit Nijmegen) es una universidad pública muy enfocada en la investigación localizada en Nimega, Países Bajos. Fue fundada el 17 de octubre de 1923 y está situada en la ciudad más antigua de Países Bajos. La RU tiene siete facultades y cuenta con más de 20 000 estudiantes.

## Historia

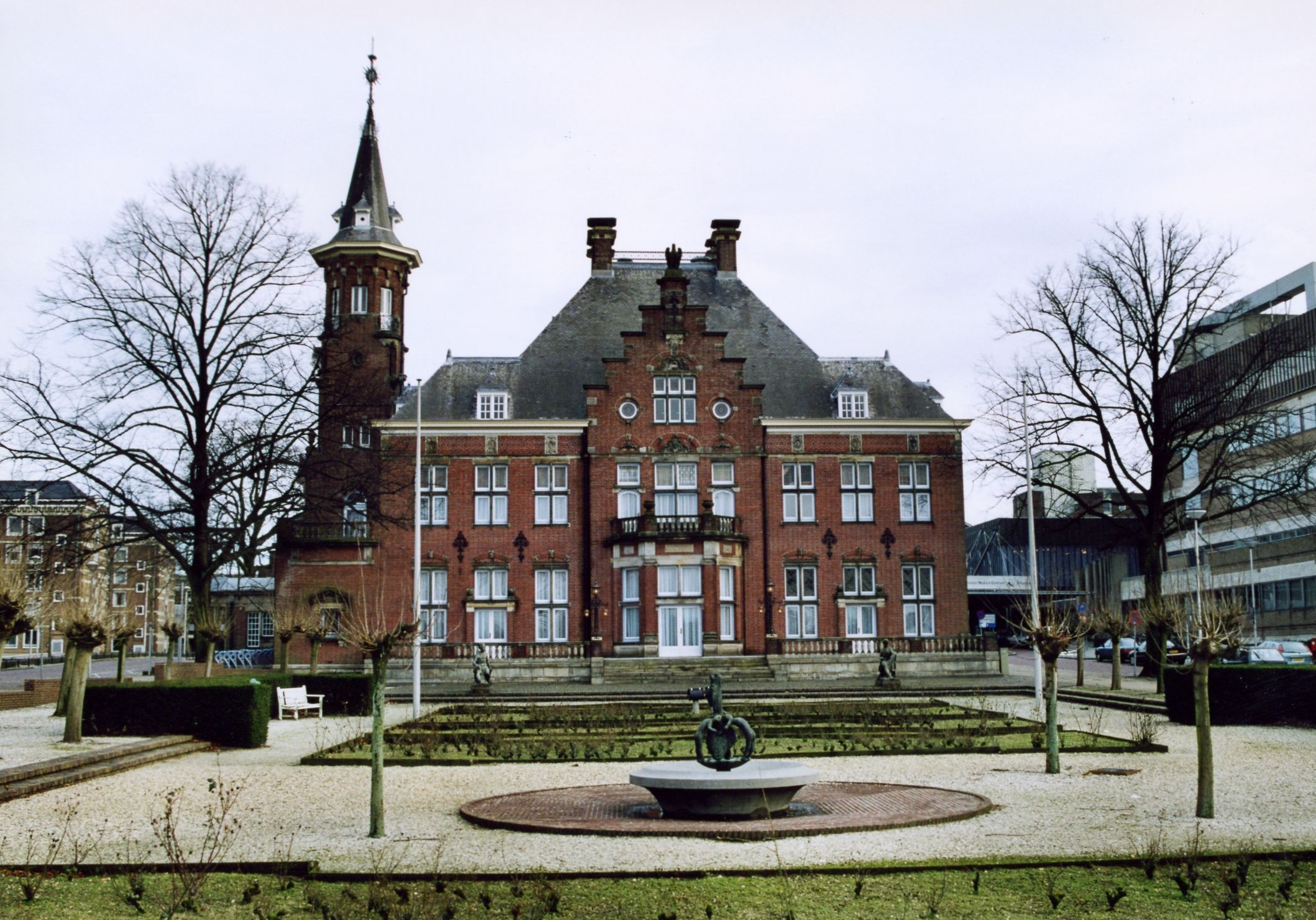
El castillo Heyendaal (ahora la sede del Club de Facultades de la universidad).

La primera Universidad de Nimega fue fundada en 1655 y cerró sus puertas en 1680. La Universidad Radboud de Nimega fue fundada en 1923 como Katholieke Universiteit Nijmegen (Universidad Católica de Nimega) y comenzó con 27 profesores y 189 estudiantes. Fue fundada porque la comunidad católica quería su propia universidad. En aquel momento, los católicos en Países Bajos no tenía privilegios y carecían de representación política. Después de competir con las ciudades de Den Bosch, Tilburg, La Haya, y Maastricht, Nimega fue elegida para albergar la universidad. La Segunda Guerra Mundial golpeó a la universidad fuertemente. Muchos miembros ilustres se dejaron atrás, entre ellos Robert Regout y Titus Brandsma. Fueron deportados al Campo de concentración de Dachau. En 1943, el rector Hermesdorf rechazó cooperar con los alemanes. El 22 de febrero de 1944, la universidad perdió varios edificios debido a un bombardeo. Las clases fueron restablecidas en 1945. Desde entonces, el número de estudiantes ha crecido desde 3.000 en 1960 a 15.000 en 1980.
En 2004, la universidad cambió su nombre a Universidad Radboud de Nimega, en honor al santo Radbodo de Utrecht, un obispo que vivió alrededor del año 900.

## Campus
El centro médico de la universidad, un hospital de prácticas de grandes dimensiones localizado en el campus de Heyendaal junto a otros edificios de la universidad como el Huygensgebouw perteneciente a la rama de Ciencias Naturales. La Torre de Erasmus y el Erasmusgebouw en los que se encuentran la Facultad de Arte están situada al sur del campus cerca del centro deportivo (USC). 
El edificio Grotiusgebouw fue construido recientemente y pertenece a la Facultad de Derecho. A principios de 2018, preparaciones para la reconstrucción de los edidicios comenzaron.
La universidad está cerca de la Estación de Trenes Heyendaal. Buses conectan la Estación Central de Nimega y el centro de la ciudad.
La universidad de Radboud es conocida por ser muy verde, a menudo en la listas de la más atractivas de Países Bajos. En 2017, un minisupermercado SPAR abrió.

## Alumnos notables
- Dries van Agt, 1955 (Máster en Abogacía), ex-primer ministro de los Países Bajos.
- Louis Beel, 1928 (Máster en Abogacía), ex-primer ministro de los Países Bajos.
- Jo Cals, 1940 (Máster en Abogacía), ex-primer ministro de los Países Bajos.
- Wim Crusio, 1984 (PhD), neurogenetista.
- Agnes Kant, 1989 (MSc), 1997 (PhD), antigua líder del Partido Socialista.
- Björn Kuipers, 2001 (Msc), árbitro.
- Hans van Mierlo, 1960 (Máster en Abogacía), exministro de Asuntos Exteriores
- Henri Nouwen, 1964, cura católico y escritor
- Konstantin Novoselov (PhD), galardonado con el Premio Nobel de física 2010.
- Frans Timmermans, 1985 (MA) político y diplomático y actualmente Vicepresidente de la Comisión Europea.
- Rita Verdonk, 1983 (MA), exministro del Interior.
- Frans de Waal, 1970, biólogo y estudioso del comportamiento e inteligencia de los primates.